# Yukiya Arashiro
Yukiya Arashiro (jap. 新城 幸也; ur. 22 września 1984 w Ishigaki) – japoński kolarz szosowy, zawodnik należącej do dywizji UCI WorldTeams drużyny Bahrain-Merida.

## Najważniejsze osiągnięcia
2006
- 3. miejsce w Tour du Limousin
- 3. miejsce w Tour de Okinawa

2007
- 1. miejsce na 7. etapie Tour of Japan
- 1. miejsce w mistrzostwach Japonii (start wspólny)
- 2. miejsce w Vuelta Ciclista a León
- 3. miejsce w Tour de Hokkaido
- 5. miejsce w Japan Cup

2008
- 1. miejsce w Tour de Okinawa
  - 1. miejsce na 1. etapie
- 3. miejsce w Tour du Limousin
  - 1. miejsce na 2. etapie
- 3. miejsce w mistrzostwach Azji (jazda ind. na czas)

2010
- 9. miejsce w mistrzostwach świata (start wspólny)
- 3. miejsce na 5. etapie Giro d'Italia

2011
- 1. miejsce w mistrzostwach Azji (start wspólny)
- 2. miejsce w mistrzostwach Japonii (start wspólny)

2012
- 1. miejsce w Tour du Limousin
- koszulka najaktywniejszego kolarza Tour de France po 5. etapie (przez jeden dzień)

2013
- 1. miejsce w mistrzostwach Japonii (start wspólny)
- 2. miejsce w Tour du Limousin

2014
- 10. miejsce w Amstel Gold Race

2018
- 1. miejsce w Tour de Taiwan

2022
- 1. miejsce w mistrzostwach Japonii (start wspólny)

## Starty w Wielkich Tourach
| Grand Tour | 2009 | 2010 | 2011 | 2012 | 2013 | 2014 | 2015 | 2016 | 2017 |
| ---------- | ---- | ---- | ---- | ---- | ---- | ---- | ---- | ---- | ---- |
| Giro       | -    | 93.  | -    | -    | -    | 127. | -    | -    | -    |
| Tour       | 129. | 112. | -    | 84.  | 99.  | 65.  | -    | 116. | 109. |
| Vuelta     | -    | -    | -    | -    | -    | -    | 65.  | 106. | -    |